# Аддисон, Джон
Джон Аддисон (англ. John Addison; ок. 1766, Лондон — 30 января 1844, Лондон) — английский композитор, музыкант-контрабасист.

## Биография
Сын механика. С детства проявлял музыкальный талант, научиться играть на флажолете, флейте, фаготе и скрипке.
В 1753 г. стал членом Королевского музыкального общества Великобритании. В течение многих лет играл на контрабасе в опере и в концертах. Был успешным учителем пения.

## Творчество
Стал известен несколькими своими операми, поставленными на сцене Королевского театра Ковент-Гарден и театра Лицеум, самым успешным из которых были «Спящая красавица» («Sleeping Beauty», 1805) и «Русский самозванец» («Russian Impostor», 1809).
Автор шести оперетт, пользовавшихся большой популярностью в его время, в том числе, «Sacred Drama», «Elijah and Songs», популярной вокальной музыки в жанре гли («Glees»).
В 1836 г. опубликовал книгу — руководство по пению «Singing Practically Treated in a Series of Instructions».
Его песня «The Woodland Maid» была включена в число шестнадцати образцовых английских песен в сочинение В. А. Баррета «Standard English Songs».